# ISO 3166-2:MP
La seguente è una lista di codici ISO 3166-2 per le Isole Marianne Settentrionali. Lo scopo dello standard è quello di stabilire una serie di abbreviazioni internazionali dei luoghi da utilizzare per le etichette di spedizione, i contenitori, e, più in generale, ovunque un codice alfanumerico possa essere usato per indicare una località in modo meno ambiguo e più pratico del nome completo.
Attualmente non è stato assegnato ufficialmente nessun codice alle suddivisioni interne.
In quanto facenti parte delle aree insulari degli Stati Uniti, a esse è assegnato un codice (US-MP) nello standard ISO 3166-2:US come suddivisione degli Stati Uniti.